# Gameplay (tijdschrift)
Gameplay is een Belgisch maandelijks tijdschrift dat zich toelegt op het bespreken van pc-, PlayStation 3-, Playstation 4-, Wii-, Xbox 360- en Xbox One games en tevens het reilen en zeilen in de computerspelindustrie onder de loep neemt.
Het tijdschrift werd in 1994 opgericht als PC Gamepro door Peter Beirsmans. De naam werd nog tijdens de eerste jaargang veranderd in PC Gameplay. Van een zwart-wit, tweemaandelijks, in beperkte oplage gedrukt blaadje, groeide het tijdschrift uit tot een van de grootste maandbladen van zijn soort in de Benelux. Met de novemberuitgave van 2010 (nummer 175) werd het tijdschrift omgedoopt in Gameplay vanwege de uitbreiding van het bespreken van enkel pc-titels naar PlayStation 3-, Wii- en Xbox 360-games. Hoewel in het blad wel bericht wordt gemaakt van ontwikkelingen van handhelds en er enkele besprekingen zijn geweest van NDS-games, wordt er op de omslag geen vaste vermelding gegeven van handhelds (in tegenstelling tot de pc, PlayStation 3, Wii en Xbox 360, die wel vast op de omslag staan) waarvan men spellen bespreekt. Het blad wordt uitgegeven in België en Nederland door BVBA Tarsonis en verschijnt uitsluitend in het Nederlands. Naast de gewone versie van het tijdschrift is er ook een duurdere editie met een dvd. Daarop staan trailers, demo's, patches en filmpjes die de medewerkers zelf opnemen. Aanvankelijk werden er 1 of 2 cd-roms meegeleverd.
De redactie van Gameplay bevindt zich in Geel. Hoofdredacteur is Koen De Meulemeester, die Peter Beirsmans opvolgde. Beirsmans was hoofdredacteur sinds de oprichting van het magazine, tot Frank Dolmans het in 2004 van hem overnam. Eind 2007 werd Peter Beirsmans weer hoofdredacteur nadat Frank Dolmans een andere baan kreeg aangeboden. In het aprilnummer van 2013 kondigde Peter Beirsmans zijn vertrek aan en nam Koen De Meulemeester zijn taken over. Het team bestaat uit een 30-tal medewerkers, waaronder een vaste redactie aangevuld met freelance medewerkers, die elk een specifieke en doorgedreven kennis hebben van pc-games.
Niettegenstaande het grootste deel van het tijdschrift bestaat uit voorbeschouwingen en recensies van pc-games, werd het onder Dolmans gediversifieerd en uitgebreid met andere rubrieken zoals dossiers over de gamewereld, spelontwikkeling, eSports, retro-gaming, indie-games, en andere randzaken uit de game-industrie. Ook voor gamers interessante hardware, zoals grafische kaarten en gamesystemen, wordt geregeld onder de loep genomen.
Een typische bespreking van een game in Gameplay beslaat één of meer pagina's, afhankelijk van de kwaliteit van de game en de voorafgaande hype. Tussen de tekstbespreking vindt men screenshots en artwork van de betreffende game terug. Kenmerkend is de losse stijl en de (meestal) humoristische doch deskundige benadering. Tot nummer 175 kreeg elk besproken game een totaalscore, die werd verkregen door 3 aparte facetten van de game te bekijken: gameplay, graphics en geluid. Tegenwoordig wordt een score toegekend die op zich staat. Het geeft weer hoe tevreden de recensent over een game is in zijn geheel. Deze aanpassing is doorgevoerd om lastige situaties te voorkomen waarbij de recensent een bepaalde waarde wil toekennen, maar de game een bepaalde score niet haalt, omdat de subscores de totaalscore omhoog of omlaag trekken.
Op het einde van de maand juni verschijnen er twee nummers, voor juli en augustus. Het ene bevat de gebruikelijke inhoud van het tijdschrift en het tweede is volledig gewijd aan vooruitblikken op games die binnenkort verschijnen. Aanvankelijk bevatte dit tweede nummer strategiegidsen en oplossingen maar door de sterke groei van het aanbod op internet werd dit overbodig.